# Dzavhanmandal járás (Dzavhan)
Dzavhanmandal járás (mongol nyelven: Завханмандал сум) Mongólia Dzavhan tartományának egyik járása. Területe 3600 km². Népessége 1324 fő.
Székhelye Nuga (Нуга), mely 167 km-re nyugatra fekszik Uliasztaj tartományi székhelytől.